# Biostatystyka
Biostatystyka (nazywana również biometrią) – nauka z pogranicza biologii i statystyki, adaptacja metod statystycznych na potrzeby prac badawczych w dziedzinie biologii, związanych przede wszystkim z medycyną, genetyką, fizjologią, antropologią, ekologią i rolnictwem.
Przykładowymi zastosowaniami biostatystyki są badania obserwacyjne, badania promujące leki oraz usługi analizy danych dla badań klinicznych, obserwacyjnych oraz badań biorównoważności.
Prace badawcze prowadzone w ramach biostatystyki obejmują: projektowanie eksperymentów biologicznych, zbieranie, agregowanie i analizowanie danych pochodzących z tych badań oraz interpretowanie wyników i formułowanie wniosków.

## Zastosowanie biostatystyki
- Zdrowie publiczne, w tym epidemiologia, badanie usług zdrowotnych, żywienia i zdrowia środowiskowego,
- Projektowanie i analiza badań klinicznych w medycynie,
- Genetyka populacyjna i statystyczna – badania zmian w genotypie i fenotypie na potrzeby rolnictwa (poprawa upraw) i hodowli zwierząt oraz badania biomedyczne w genetyce człowieka,
- Genomika np. analizy danych pochodzących z mikromacierzy lub eksperymentów proteomicznych,
- Ekologia i prognozowanie zmian w ekosystemach,
- Biologiczne analizy sekwencyjne,
- Biologia systemowa – wnioskowanie na temat sieci genów i analiza ścieżek.

Metody statystyczne wykorzystywane są również w informatyce medycznej, bioinformatyce czy biologii obliczeniowej.